# Cash (Arkansas)
Cash es un pueblo ubicado en el condado de Craighead en el estado estadounidense de Arkansas. En el Censo de 2010 tenía una población de 342 habitantes y una densidad poblacional de 341,21 personas por km².

## Geografía
Cash se encuentra ubicado en las coordenadas 35°48′3″N 90°55′56″O / 35.80083, -90.93222. Según la Oficina del Censo de los Estados Unidos, Cash tiene una superficie total de 1 km², de la cual 1 km² corresponden a tierra firme y (0%) 0 km² es agua.

## Demografía
Según el censo de 2010, había 342 personas residiendo en Cash. La densidad de población era de 341,21 hab./km². De los 342 habitantes, Cash estaba compuesto por el 94.44% blancos, el 0% eran afroamericanos, el 0% eran amerindios, el 0% eran asiáticos, el 0% eran isleños del Pacífico, el 4.09% eran de otras razas y el 1.46% pertenecían a dos o más razas. Del total de la población el 4.68% eran hispanos o latinos de cualquier raza.